# Двадцать центов (Гонконг)
Гонкогнские двадцать центов (20¢) — разменная единица гонконгского доллара, равная пятой части. По размеру это вторая малая монета в Гонконге. Принято выделять два периода, данной монеты: выпуск 1866—1905, выпуск после 1975 года.

## История выпуска
Первый двадцать центов чеканились между 1866 и 1905 годами. До второй мировой войны монета состояла из 80 процентного серебра, весила 5.4 гр, толщиной была 1.8 мм и в диаметре имела 22 мм. Имела ребристый гурт. В период между 1866 и 1898 на аверсе был изображен портрет королевы Виктории.
Начиная с 1902 на аверсе изображался другой британский монарх — Эдвард VII.
В 1975 году начался новый выпуск, гурт был изменён на волнообразный, сплав на некелево-латунный. Диаметр монеты составил 19 мм, вес, 2.59 гр, толщина 1.52 мм. А на аверсе стали изображать портрет Елизаветы II